# Dark Secrets
Dark Secrets is een Amerikaanse dramafilm uit 1923 onder regie van Victor Fleming. De film is wellicht zoekgeraakt.

## Verhaal
Ruth Rutherford is verloofd met een Britse legerofficier. Ze verbreekt de verloving, als ze verlamd raakt door een ongeluk bij het paardrijden. Haar ex-verloofde keert terug naar zijn regiment in Caïro. Later reist ook Ruth naar Egypte, waar ze kennismaakt met dokter Ali, een vermaarde chirurg. Hij belooft haar te genezen op voorwaarde dat ze zijn vrouw wordt.

## Rolverdeling
| Acteur              | Personage          |
| ------------------- | ------------------ |
| Dorothy Dalton      | Ruth Rutherford    |
| Robert Ellis        | Lord Wallington    |
| José Ruben          | Dokter Ali         |
| Ellen Cassidy       | Mildred Rice       |
| Pat Hartigan        | Biskra             |
| Warren Cook         | Dokter Case        |
| Julia Swayne Gordon | Mevrouw Rutherford |